# Choryci
Choryci (hebr. חרים, w Septuagincie Χορραῖοι) – starożytny lud wzmiankowany w Biblii, o niepewnej identyfikacji etnicznej, pierwotni mieszkańcy Edomu. Ich nazwę wywodzi się od hebrajskiego ḥor (jaskinia), znaczyłaby zatem tyle co „mieszkańcy jaskiń”.
Zgodnie z relacją biblijną Choryci byli potomkami Seira i osiedlili się w kraju nazwanym jego imieniem (Rdz 36,20-30). Mieszkali tam do czasu przybycia Edomitów, potomków Ezawa, którzy ich wyniszczyli (Pwt 2,12;22). Księga Rodzaju (Rdz 14,6) wymienia Chorytów wśród ludów pobitych podczas wyprawy wojennej króla Kedorlaomera. Na ogół utożsamia się ich z innym ludem wspomnianym w Biblii, Chiwwitami.
Wielu badaczy identyfikowało biblijnych Chorytów z Hurytami, co jest jednak dyskusyjne. Choć możliwe, iż niewielkie grupki Hurytów zapuściły się aż do Edomu, o czym świadczy zasięg imion pochodzenia huryckiego, mało prawdopodobne jest ich przetrwanie do czasów biblijnych i wszelkie wzmianki na ich temat noszą znamiona anachronizmów. Ponieważ nie znaleziono też żadnych archeologicznych śladów bytności Hurytów na terenie Zajordania, możliwe zatem, iż Choryci stanowili oddzielny lud, niespokrewniony z Hurytami.